# Hoploclonia abercrombiei

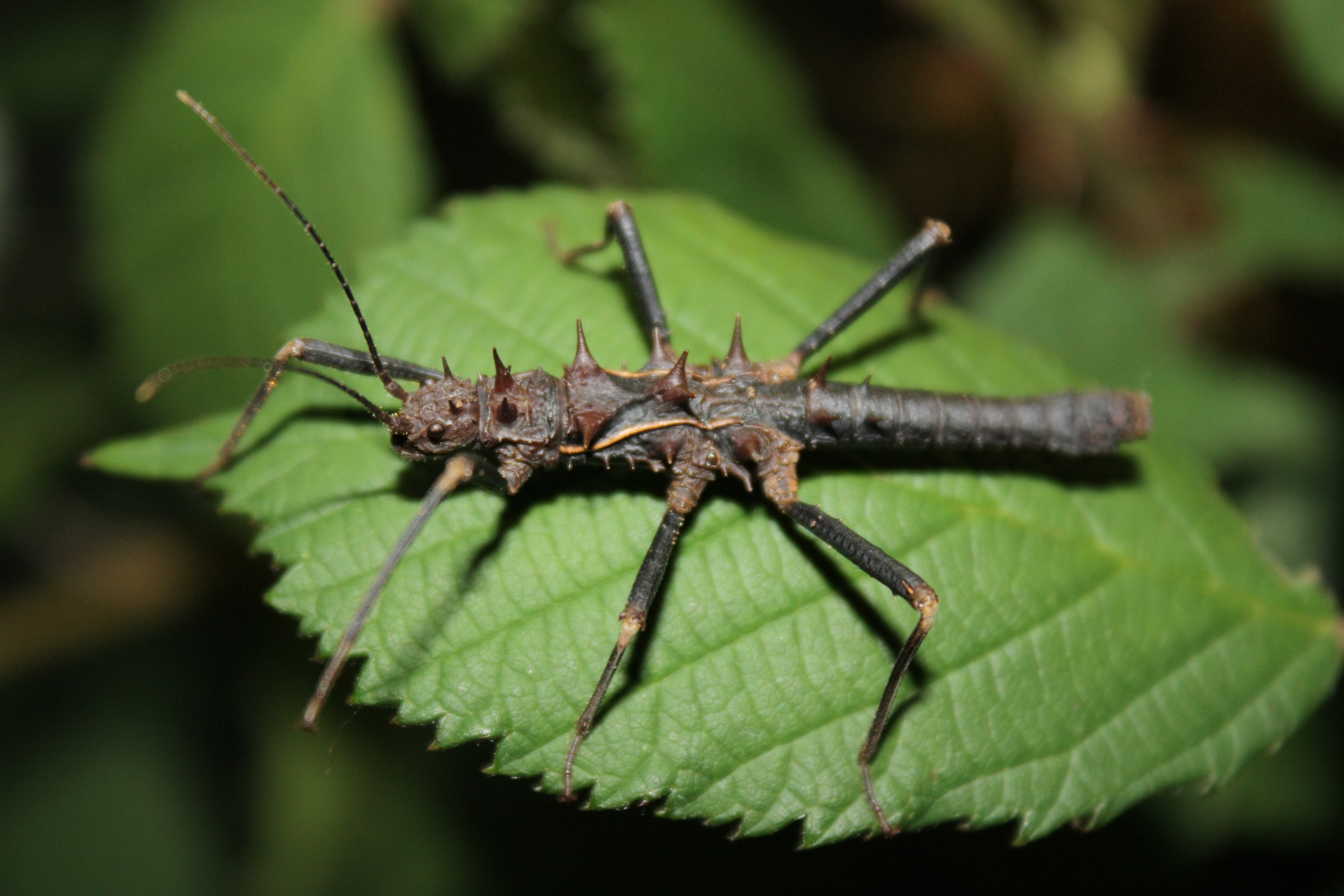
Männchen

Hoploclonia abercrombiei ist eine aus dem Nordwesten der Insel Borneo, genauer von nur einem Fundort im malaiischen Bundesstaat Sarawak bekannte Gespenstschrecken-Art.

## Merkmale
Bei dieser Art werden die Männchen 35 bis 40 Millimetern und die Weibchen 45 bis 55 Millimetern lang. Kopf, Thorax und das zweite und dritte Segment des Abdomens sind mit paarig angeordneten Dornen besetzt. Bei adulten Männchen sind die dornigen Bereiche und insbesondere die Dornen selbst dunkelbraun und damit meist etwas heller als der übrige, schwarzbraun gefärbte Körper. An den Rändern der Tergite von Meso- und Metathorax befinden sich zwei beige bis orangegelbe, arttypische Randwülste. Sie erscheinen in der Draufsicht als zwei geschwungene, nach hinten enger zusammenlaufende Linien. Auch die Basis der Schienen ist auffällig gelblich. Die ebenfalls sehr dunkel gefärbten Weibchen haben kürzere Dornen, welche aber ebenso angeordnet sind wie die der Männchen. Ihr Abdomenende bildet einen kurzen Legestachel zur Ablage der Eier im Boden.

## Lebensweise und Fortpflanzung
Tagsüber verstecken sich die Tiere in der Laubschicht oder der Vegetation in Bodennähe. Nachts klettern sie an den Nahrungspflanzen empor, wobei sie ebenfalls nie weit vom Boden entfernte Bereiche erklimmen. Die 3,3 bis 3,9 Millimeter langen und 2,5 bis 3,0 Millimeter breiten Eier werden von den Weibchen mit dem Legestachel in den Boden abgelegt. Sie haben einen bauchig vorgewölbten dorsalen Bereich und daraus resultierend einen schräg zur ventralen Seite hin abfallenden Deckel (Siehe auch Bau des Phasmideneies). Die Nymphen benötigen bis zum Schlupf durchschnittlich sechs Monate, je nach Klima können es aber auch drei bis acht Monate sein. Bis zur Imaginalhäutung vergeht wiederum mindestens ein halbes Jahr.

## Verbreitung, Entdeckung und Systematik

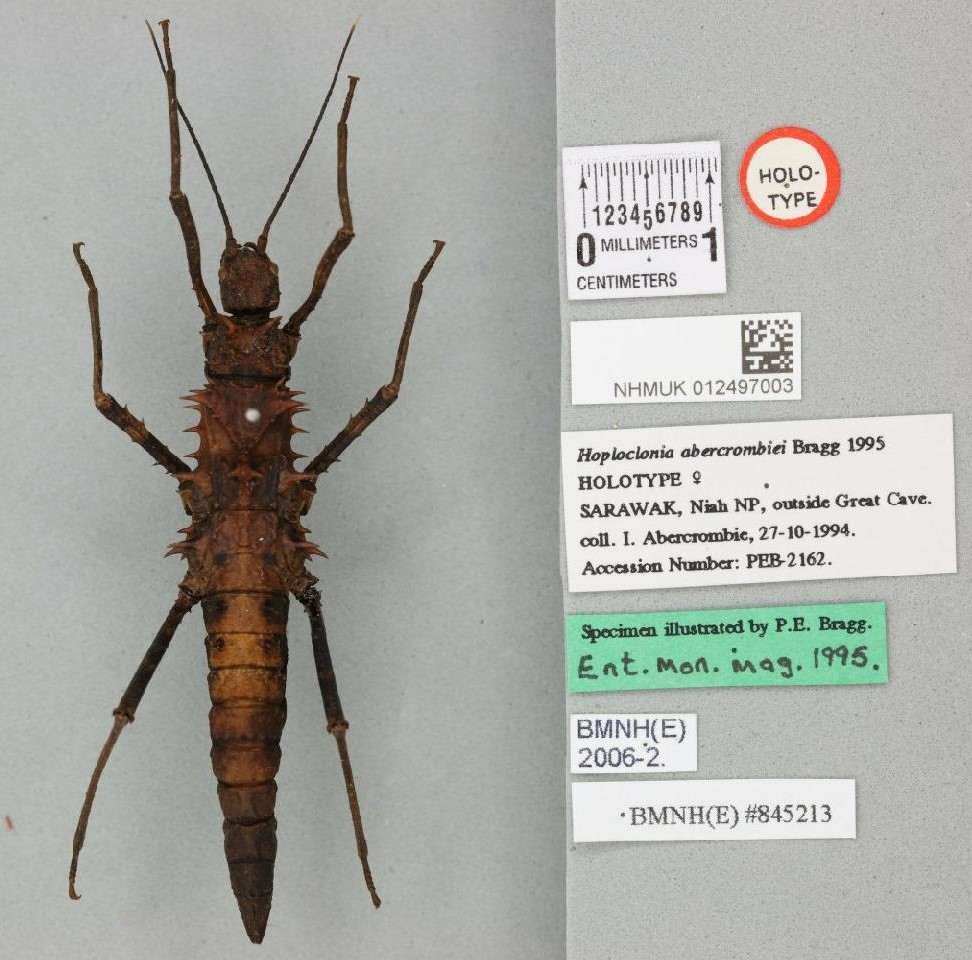
Weiblicher Holotypus aus dem Natural History Museum London

Das erste Männchen dieser Art wurde 1992 von Philip Bragg im Niah National Park in Sarawak in der Nähe der Großen Höhle von Niah entdeckt. Bragg hielt es jedoch zunächst für ein Männchen von Hoploclonia cuspidata, von welchem es sich vor allem durch das fehlende Stachelpaar auf dem vierten Abdominalsegment und die etwas andere Färbung unterschied. Nach genauerer Untersuchung entschied er sich gemeinsam mit Ian Abercrombie 1994 noch einmal am gleichen Fundort zu suchen, wo weitere drei Männchen und drei Weibchen gefunden wurden, davon zwei Pärchen kopulierend. Im folgenden Jahr beschrieb Bragg die Art und widmete den wissenschaftlichen Artnamen Ian Abercrombie. Als Holotypus ist ein Weibchen im Natural History Museum in London hinterlegt.
Hoploclonia abercrombiei und die ebenfalls 1995 von Bragg beschriebene Hoploclonia apiensis wurden im Jahr 2016 von Francis Seow-Choen mit Hoploclonia cuspidata synonymisiert. Bereits 2018 bewiesen Robertson et al, dass Hoploclonia abercrombiei eine eigenständige und damit gültige Art ist.

## Terraristik
Die in den Terrarien der Liebhaber befindlichen Zuchtstämme gehen auf die 1994 von Bragg und Abercrombie gefundenen Tiere zurück. Von diesen Tieren brachte Abercrombie ein Pärchen erfolgreich zur Nachzucht. Für ihre Haltung werden nur kleine Terrarien benötigt. Wichtig ist eine permanent hohe Luftfeuchtigkeit sowie eine zur Eiablage geeignete, mindestens drei Zentimeter hohe Schicht Substrat auf dem Terrarienboden. Mit dem Laub von Brombeeren, Erdbeeren, Hasel, Eichen oder auch Rhododendren sind die Tiere leicht zu ernähren.

Für Hoploclonia abercrombiei wurde von der Phasmid Study Group die PSG-Nummer 165 vergeben.